# Костенобль, Карл Людвиг
Карл Лю́двиг Костено́бль (нем. Karl Ludwig Costenoble; 25 декабря 1769 — 28 августа 1837) — немецкий и австрийский актёр, драматург, мемуарист.
Служил актёром и режиссёром в театрах Германии и Зальцбурга, а больше всего в Венском Городском театре; имел особенный успех в роли Шейлока в «Венецианском купце» Шекспира. Изданные спустя полвека после его смерти записки Костенобля о 20 годах работы — «Из Городского театра» (нем. «Aus dem Burgtheater, 1818—1837»; Вена, 1889) — представляют собой ценный источник по истории австрийского театра XIX века. Небольшие комедии Костенобля составили два сборника.

## Публикации на русском языке
- Несбывшийся поединок: комедия в одном действии — СПб, 1805.